# Buner

Karta över Nordvästra gränsprovinsen med distriktet Buner markerat

Buner (pashto: د بونیر ولسوالی) är en dal i Pakistan samt ett distrikt tillhörande Nordvästra gränsprovinsen. Området är 1 865 km² stort och har ungefär 506 048 invånare (1998). Administrativ huvudort är Daggar.
I april 2009 tog pakistanska talibaner kontroll över området, men återtogs i maj samma år av den pakistanska armén.

## Administrativ indelning
Distriktet är indelat i sex Tehsil.
- Gadezai
- Daggar
- Gagra
- Chagharzai
- Chamla
- Totalai